# Giorgione Calcio 1995-1996
Questa voce raccoglie le informazioni riguardanti il Giorgione Calcio nelle competizioni ufficiali della stagione 1995-1996.

## Rosa
| N. |                   | Ruolo | Calciatore         |
| -- | ----------------- | ----- | ------------------ |
|    | Italia (bandiera) | D     | Michele Albarello  |
|    | Italia (bandiera) | P     | Mauro Azzalini     |
|    | Italia (bandiera) | A     | Eddy Baggio (II)   |
|    | Italia (bandiera) | D     | Guido Belardinelli |
|    | Italia (bandiera) | P     | Massimo Bellato    |
|    | Italia (bandiera) | C     | Andrea Bellon      |
|    | Italia (bandiera) | A     | Pietro Boninsegna  |
|    | Italia (bandiera) | C     | Matteo Carrer      |
|    | Italia (bandiera) | D     | Alessandro Cartini |
|    | Italia (bandiera) | C     | Mauro Conte        |
|    | Italia (bandiera) | A     | Massimiliano Dego  |

| N. |                   | Ruolo | Calciatore          |
| -- | ----------------- | ----- | ------------------- |
|    | Italia (bandiera) | C     | Marco De Stefani    |
|    | Italia (bandiera) | D     | Manuel Favaro       |
|    | Italia (bandiera) | C     | William Gobbato     |
|    | Italia (bandiera) | D     | Cristiano Graziano  |
|    | Italia (bandiera) | C     | Salvatore Mantovani |
|    | Italia (bandiera) | D     | Carlo Marchetto     |
|    | Italia (bandiera) | C     | Enrico Mendo        |
|    | Italia (bandiera) | D     | Emmanuele Monetti   |
|    | Italia (bandiera) | A     | Luca Olmesini       |
|    | Italia (bandiera) | D     | Luca Riondato       |
|    | Italia (bandiera) | A     | Manuel Rizzi        |